# Riformisti iraniani
Per riformisti iraniani (in iraniano جناح اصلاح‌طلبان جمهوری اسلامی ایران) si intende uno dei due principali campi politici iraniani (insieme ai principalisti).
Leader spirituale di quest'area è Mohammad Khatami. Secondo un sondaggio condotto dall'Iranian Students Polling Agency (ISPA) nell'aprile del 2017, il 28% degli iraniani si identifica come riformista, contro una percentuale del 15% che si riconosce come principalista. Principali ideologie ispiratrici, oltre al riformismo, sono il postislamismo, e il repubblicanesimo.